# Red Farm Military Cemetery

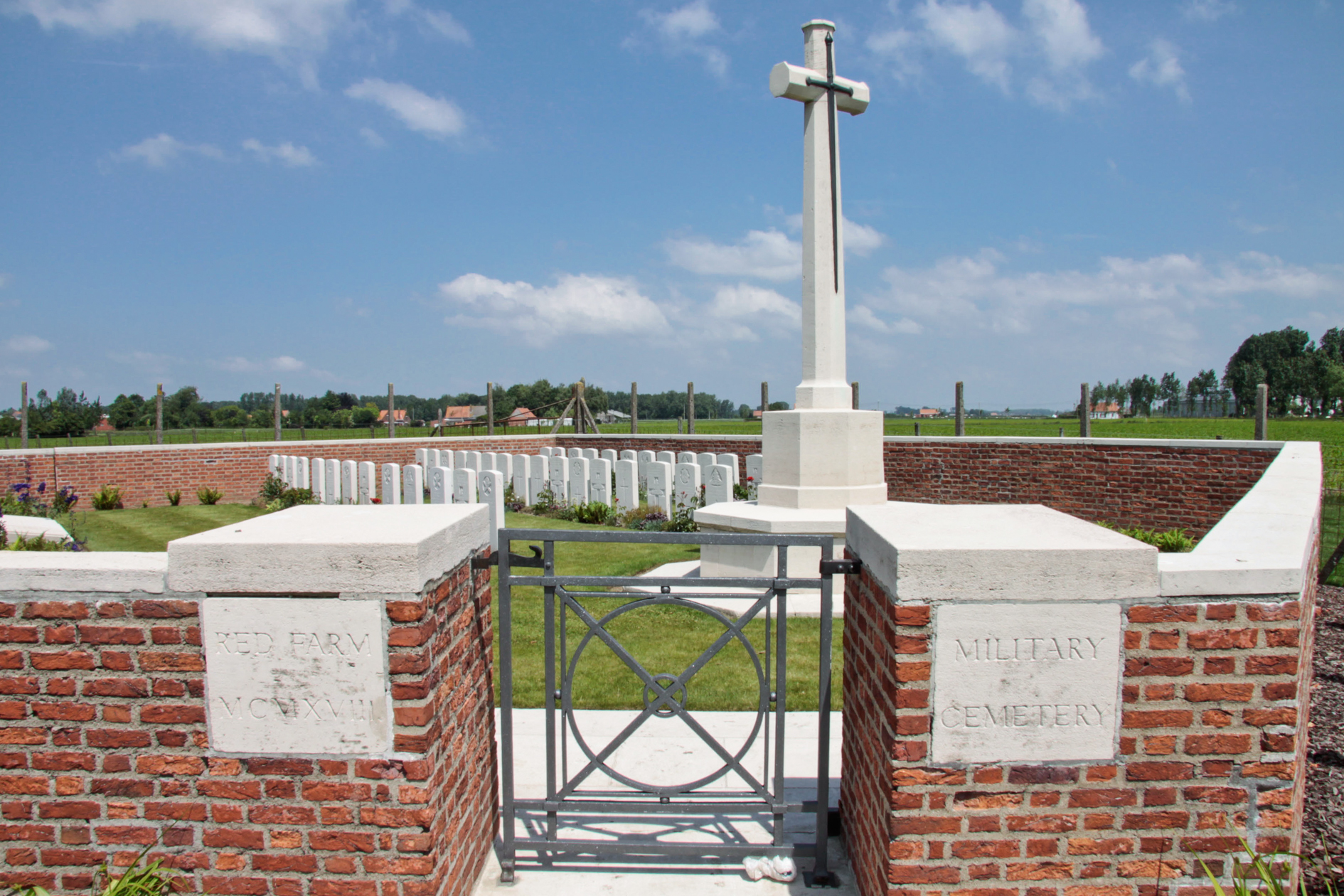

Red Farm Military Cemetery est un cimetière militaire britannique de la Première Guerre mondiale, situé dans le village belge de Vlamertinge (Ypres). Le cimetière est situé à environ 2,9 km à l'ouest du centre du village, dans le hameau de Brandhoek. Il a été conçu par Arthur Hutton et est maintenu par la Commonwealth War Graves Commission. Avec une superficie de seulement 172 m2, c'est l'un des plus petits cimetières britanniques. Le site est entouré d'un mur de briques et est accessible par un chemin herbeux de 25 m. La Croix du Sacrifice est proche de l'entrée du côté sud. 49 morts sont commémorés.

## Histoire
Parce que Vlamertinge était presque hors de l'artillerie allemande tout au long de la guerre, plusieurs quartiers généraux et postes médicaux ont été établis. À la suite de l'offensive du printemps allemand au printemps de 1918, un nouveau cimetière a été construit en avril, nommé d'après une ferme voisine appelée Red Farm (appelée par les Britanniques pour ses murs de brique rouge). Le cimetière a été fermé en mai 1918.
Il y a 46 soldats britanniques enterrés (dont 17 ne peuvent plus être identifiés). Trois victimes civiles sont enterrées sous une pierre tombale.
Le cimetière a été protégé en tant que monument en 2009.

## Soldats distingués
- W.C. Escott, soldat du King's Own Yorkshire Light Infantry, reçoit la Médaille militaire (MM).
- W.S. Wilson, tireur au Royal Irish Rifles, a reçu ce prix deux fois (MM et Bar)

## Sources
- (en) Red Farm Military Cemetery sur le site de la Commonwealth War Graves Commission
- (nl) Red Farm Military Cemetery sur wo1.be